# Michel Landau

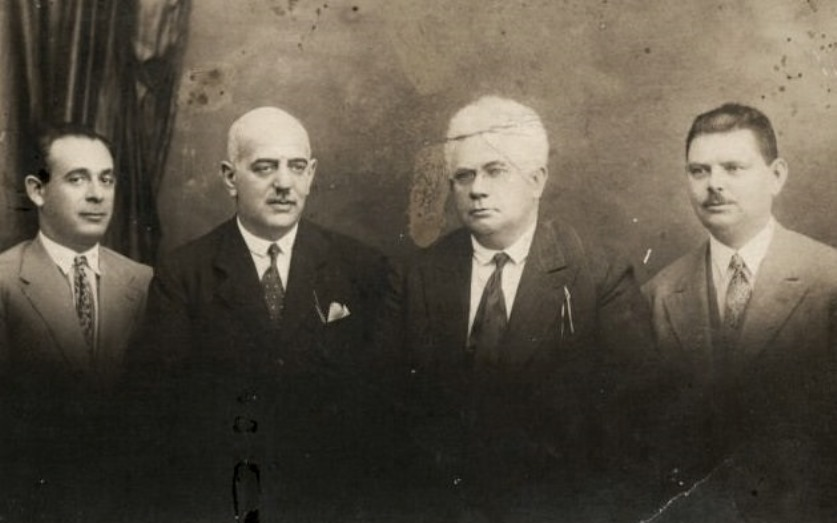
Clubul Parlamentar Evreiesc, 1928. Landau este primul din stânga. La dreapta lui Tivadar Fischer, Meir Ebner și Iosif Fischer

Michel Landau (în ebraică מיכאל לנדאו Mihael Landau) (n. 7 ianuarie 1895 — d. 1976) a fost un jurist și om politic evreu din România, activist pentru drepturile minorității evreiești, fruntaș sionist, deputat în Parlamentul României din partea Partidului Național Țărănesc, publicist și autor. Stabilit în Palestina, ulterior în Israel, a înființat fondul Kofer Haishuv din timpul Palestinei aflate sub mandat britanic, iar în anul 1951 Loteria Națională a Israelului.

## Biografie
Michel Landau s-a născut la 7 ianuarie 1895 în orașul Hârlău, fiind al șaptelea dintre cei nouă copii ai lui Menahem Mendel Landau, băcan și epitrop (gabbay) al Marii Sinagogi din oraș. Bunicul său din partea mamei a fost rabinul Israel Aizikson (n. 1840) din Hârlău, militant activ în mișcarea pre-sionistă Hovevei Tzion. În timpul studiilor liceale la Bârlad, tânărul Michel Landau a condus clubul tineretului sionist din localitate. Aici și-a cunoscut și viitoarea soție.
Ulterior s-a mutat la Chișinău, unde a condus cotidianul (unic atunci în România ) de limbă idiș Unzer Tzait ("Vremea noastră") (1922-1935) și publicația Der Id ("Evreul"). De asemenea, ca  avocat, a ajutat mulți refugiați evrei fugiți din Uniunea Sovietică să ajungă în Palestina aflată atunci sub regimul mandatului britanic.
Michel Landau a fost ales de trei ori deputat în Parlamentul României, din partea Partidului Național Țărănesc, reprezentând populația evreiască. În anul 1928, împreună cu ceilalți deputați evrei în Parlament — Th. și Iosif Fischer și Meir Ebner—, a constituit Clubul Național Evreiesc. În 1931, Michel Landau s-a numărat printre membrii de frunte ai Partidului Evreiesc din România sub conducerea lui Theodor Fischer și Adolf Stern.
În anul 1935, Landau și-a împlinit aspirațiile sioniste, emigrând în Palestina. Acolo a întemeiat, în numele Comitetului Național (forul conducător oficial al evreilor din Palestina mandatară), fondul Kofer Haishuv și Fondul de recrutare (Magbit Hahitgaysut) care au contribuit la finanțarea nevoilor de apărare a populației evreiești din Palestina.
După proclamarea statului Israel în 1948, Michel Landau a fost șeful adjunct al departamentului pentru veniturile statului al Ministerului de Finanțe. În preajma pensionării, a înființat Loteria Națională a Israelului - Mifal Hapaiys, pe care a condus-o mulți ani până în 1970.
Michel Landau a scris câteva cărți despre viața evreilor din Hârlău, despre istoria mișcării sioniste din România și despre istoria și activitatea Loteriei Naționale israeliene.
În memoria sa, Loteria Națională Mifal Hapaiys a fondat Premiul Mihael Landau (1970), care este decernat anual unor persoane care au adus contribuții însemnate în domeniul științelor umaniste, al științelor naturii și al artelor din Israel.
Fiul său, prof. Yaakov Landau, s-a distins ca orientalist și este laureat al Premiului de stat al țării - Premiul Israel.

## Cărți și articole
- „Noua politică economică - legea împrumutului obligatoriu” (în ebraică), Ierusalim, 1953
- „Mifal Hapaiys (Loteria națională) - Trecere în revistă asupra instituției și activităților ei” (în ebraică), octombrie 1951–martie 1958
- Lupta vieții mele (Maavak hayay), editura Massada 1970. Traducător: Ramat Gan, 1979.
- Kesem hamisparim (Farmecul numerelor; în ebraică), Editura Eked, Tel Aviv, 1975
- Ishim uzmanim (Personalități și vremuri), Editura Massada, Ramat Gan, 1975‬
- Parashat Nathan Lichter (Afacerea Nathan Lichter),  Editura Bronfman, Tel Aviv, 1976
- Yehuda Ariel (L.Gold) - la al zecelea an dupa moarte - Tipografia A. Efraim, Tel Aviv, 1976
- „Ayarati Hârlău” („Monografie sentimentală, Orășelul meu, Hârlău”) în  revista Tmurot, Sivan-Av 5735, 1976, pag. 3–12 (în ebraică)